# U-17サッカー大韓民国代表
U-17サッカー大韓民国代表は、大韓サッカー協会によって編成される大韓民国のサッカーの17歳以下のナショナルチームである。17歳以下の選手を対象とするFIFA U-17ワールドカップに出場するためのチームである。そのため、FIFA U-17ワールドカップ前年のAFC U-16選手権にはU-16サッカー大韓民国代表、そのさらに前年にはU-15サッカー大韓民国代表と呼称が変わる。

## FIFA U-17ワールドカップ
- 1985 アジア予選敗退
- 1987 ベスト8
- 1989 アジア予選敗退
- 1991 アジア予選敗退
- 1993 アジア予選敗退
- 1995 アジア予選敗退
- 1997 アジア予選敗退
- 1999 アジア予選敗退
- 2001 アジア予選敗退
- 2003 グループリーグ敗退
- 2005 アジア予選敗退
- 2007 グループリーグ敗退
- 2009 ベスト8
- 2011 アジア予選敗退
- 2013 アジア予選敗退
- 2015 ベスト16
- 2017 アジア予選敗退
- 2019 ベスト8
- 2023 グループリーグ敗退[1][2][3]

## AFC U-16選手権
- 1986 優勝
- 1988 グループリーグ敗退
- 1990 グループリーグ敗退
- 1992 予選敗退
- 1994 グループリーグ敗退
- 1996 グループリーグ敗退
- 1998 4位
- 2000 予選敗退
- 2002 優勝
- 2004 ベスト8
- 2006 ベスト8
- 2008 準優勝
- 2010 予選敗退
- 2012 ベスト8
- 2014 準優勝
- 2016 グループリーグ敗退
- 2018 準決勝敗退
- 2023 準優勝